# Sex Me
Singles de R. Kelly
Dedicated
(février 1993) Bump N' Grind
(février 1994)
Sex Me Pt I & II  est le 1er single extrait de l'album 12 Play du chanteur R. Kelly, sorti en 1993.
Il a été certifié disque d’or aux États-Unis (500 000).

## Charts
Aux États-Unis, Sex Me Pt I & II est resté classé durant 19 semaines au Billboard Hot 100.
Ce titre est resté seulement classé 2 semaines au Royaume-Uni.
| Classements / Pays (1993) | Meilleure position |
| ------------------------- | ------------------ |
| Billboard Hot 100         | 20                 |
| Top R&B                   | 8                  |
| UK Singles Chart          | 75                 |